# Torismundo (rei ostrogótico)
Torismundo (em latim: Thorismundus) ou Torismudo (Thorismudus) foi, segundo a Gética de Jordanes, um rei ostrogótico ativo no século V, membro da dinastia dos Amalos. Era filho do rei Hunimundo, o Jovem e pai de Berimundo. Segundo Peter Heather, provavelmente não teria pertencido a dinastia, tendo sido incluído nela como forma de reconciliar as dinastias góticas em conflito no período (ver Valamiro).
De castidade reconhecida, sabe-se que no segundo ano de seu reinado moveu um exército contra os gépidas, conseguindo derrotá-los, porém faleceu ao cair de seu cavalo. Isso provocou um interregno de 40 anos, concluído com a ascensão de Valamiro. Para Peter Heather, provavelmente ele teria sido morto por Valamiro, que pelo período estava em conflito com os líderes de grupos góticos rivais de modo a fortalecer sua posição.